# Symfony
Symfony este un framework scris în PHP urmărind modelul MVC (model-view-controller). Este disponibil gratuit sub licența MIT. Acest framework este open source, apărut în varianta inițială cu mai mult de zece ani în urmă (octombrie 2005) și devenit unul dintre cele mai populare cadre de lucru PHP datorită multiplelor facilități și a bunei documentații.